# Галлямов, Марат Олегович
Мара́т Оле́гович Галля́мов (род. 25 августа 1973, Магнитогорск, Челябинская область, СССР) — российский физик, доктор физико-математических наук, лауреат Шуваловской премии МГУ, профессор РАН.

## Биография
Выпускник физического факультета МГУ (1996 г., с отличием), аспирантуры физического факультета МГУ (1999 г. — к.ф.-м.н.), д.ф.-м.н. (2009 г.), лауреат премии имени И. И. Шувалова МГУ (2011 г.), доцент ВАК (2016 г.), профессор РАН (2016 г.).

## Научная деятельность
Специализируется в области науки о полимерах. Применительно к полимерным материалам занимался микроскопией высокого разрешения, некоторыми задачами диффузии, ХИТ, биомедицинскими приложениями, сверхкритическими флюидами и бифазными системами под давлением.

## Общественная позиция
В феврале 2022 года подписал открытое письмо российских учёных и научных журналистов с осуждением вторжения России на Украину и призывом вывести российские войска с украинской территории.